# Eric Fabricius
Eric Åke Reinhold Fabricius, född 10 november 1914 i Helsingfors, Finland, död 29 juni 1994 i Vällingby, var en finländsk-svensk etolog.  
Eric Fabricius blev 1947 assistent vid Sötvattenslaboratoriet i Drottningholm och fick 1950 en tjänst vid Fiskeriinspektionen där. Han disputerade 1953 vid Helsingfors universitet och var från 1960 docent i zoologi (etologi) vid Stockholms Universitet, från 1970 professor i etologi vid Naturvetenskapliga forskningsrådet. Han var 1960–1981 verksam vid Stockholms universitet.
Han var troligen den förste som disputerade på ryggradsdjurens etologi i Sverige.[källa behövs]
Eric Fabricius har givit ut vetenskapliga och populärvetenskapliga skrifter om särskilt fåglars beteende. Han är begravd på Bromma kyrkogård.